# Monetazione di Aetna
La monetazione di Aetna riguarda le emissioni monetarie di Aetna (in latino Aetna, in greco antico Αἰ̈τνη - Aitnē) un'antica comunità greca, corrispondente in parte alla moderna Catania. A volte è compresa nella monetazione di Catana.

## Contesto storico
Nel 476/5 a.C., Gelone tiranno di Siracusa conquistò Katane, deportò i suoi abitanti, la ripopolò con greci di stirpe dorica e le cambiò il nome in Aitna. Nel 467 a.C., alla morte di Gelone, gli originari abitanti di Katane ritornarono, cacciarono gli aitnaioi e diedero alla città il nome originario. Gli abitanti di Aitna si rifugiarono in una contrada dell'Etna chiamata Inessa mutandole il nome in Aitna.
Nel 396 Dionisio di Siracusa inviò a Aetna una guarnigione di mercenari campani, che la tennero sotto controllo fino al 339 a.C. quando con l'intervento di Timoleonte la città ritrovò la libertà.

## Monetazione
La monetazione è articolata in varie fasi, la prima delle quali riguarda le coniazioni battuta a Catana quando la città ebbe il nome di Aitna.
La seconda fase riguarda le emissioni emesse dalla comunità nella sua nuova collocazione geografica, nel periodo della dominazione dei mercenari campani, prima del 339 a.C.
Una terza fase è costituita dalla coniazione della fine del III secolo, sotto la dominazione romana.

### Fase "catanese"
La datazione di queste monete è nel periodo che va dalla conquista da parte di Gelone (476 a.C.) al ritorno degli esuli catanesi nel 463 a.C. (o 461 secondo Diodoro Siculo). A questo periodo appartengono due tetradracmi e due frazioni, un obolo e una dracma.
I tetradracmi hanno al rovescio lo stesso tipo, con varianti: Zeus seduto in trono. Al rovescio un tetradracma presenta una quadriga guidata da Atena e l'altro una testa di Sileno. L'attribuzione delle monete deriva dalla presenza dell'etnico (ΑΙΤΝΑΙΟΝ).
Sileno
Del tetradracma con la testa di Sileno è noto un unico esemplare che si trova al Cabinet des Médailles Bruxelles, come parte del lascito del barone Lucien de Hirsch.
Al dritto c'è, come visto, la testa di Sileno, volta a destra, con l'orecchio appuntito, l'occhio di profilo secondo lo stile classico, con la palpebra inferiore marcata. Ha in testa una corona di edera. Sotto la testa è raffigurato uno scarabeo. L'etnico è ΑΙΤΝΑΙΟΝ (aitnaion), cioè "degli etnei". Il genitivo plurale è scritto con l'omicron e non con l'omega.
Al rovescio è raffigurato Zeus Aitnaios seduto su un trono riccamente adornato e coperto con una pelle di leone. È rivestito da un ἱμάτιον (himation) che gli copre spalla e braccio sinistro. Con la mano sinistra protesa in avanti tiene un fulmen. La spalla destra è nuda e la mano destra, sollevata, è appoggiata a un vitigno che forma un gancio. Davanti a Zeus, sul lato destro della moneta, c'è un'aquila ad ali chiuse che sosta in cima a un pino.
Gli scarabei dell'Etna erano noti per le notevoli dimensioni, il monte era anche noto per i suoi vini), e per la presenza di pini e abeti.
Il conio di questa moneta è stato giudicato uno dei migliori nella monetazione greca.
Obolo
Al tetradracma con Sileno associato un obolo. L'obolo ha al dritto una testa di Sileno e al rovescio un fulmine. La legenda in questo caso è abbreviata alla prime lettere (ΑΙΤΝΑΙ).
Atena su biga
Il rovescio di questo didracma presenta lo stesso tipo del precedente con qualche variante; in particolare l'aquila si trova in cima allo scettro che la mano sinistra tiene in questo caso.
Al dritto c'è Atena che guida una quadriga lenta che va verso destra. Sopra è raffigurata una Nike. Questa moneta ha caratteristiche stilistiche simili a quelle di Siracusa con lo stesso tipo. La datazione di questa moneta permette di datare anche le monete siracusane omogenee stilisticamente.
Anche di questa moneta è noto un unico esemplare conservato all'Antikenmuseum di Basilea.
Dracma
Associata a questa moneta c'è la dracma, anch'essa conservata in un unico esemplare, che reca al rovescio Zeus seduto. Al dritto è raffigurato un cavaliere nudo.

### Fase campana
Dopo essere stati costretti ad abbandonare Catana e essersi spostati a Inessa, gli etnei non ebbero la capacità di continuare a coniare moneta. La monetazione riprese solo quando una guarnigione di mercenari campani fu inviata nella città. Questa monetazione è collocata tra il 396, anno di invio della guarnigione da parte di Dionisio, e il 339 a.C., quando la città ritrovò la sua indipendenza.
Furono battute monete in bronzo con la legenda abbreviata ΑΙΤΝ o completa ΑΙΤΝΑΙΩΝ (aitnaiōn, "degli etnei"), questa volta con l'omega.
- testa giovanile // ΑΙΤΝ fulmine alato come quello della emissione del secolo precedente
- ΑΙΤΝΑΙΩΝ Testa di Atena con elmo corinzio // Cavallo rampante con redini libere
- ΑΙΤΝΑΙΩΝ Testa di Persefone con corona di spighe //  Cavallo rampante con redini libere

Nel rovescio delle due ultime monete sopra al cavallo è presente una lettera M.
Lo stile di queste monete è simile allo stile di quelle coniate dai mercenari campani a Entella e Nacona.
Con la liberazione della città venne coniata una moneta enea con al dritto la testa di Zeus Eleutherios (Zeus liberatore) e al rovescio un fulmine. Questa moneta ricorda molto da vicino un'analoga moneta siracusana emessa nello stesso periodo e con gli stessi tipi. La moneta siracusana si differenzia, oltre che per l'etnico, per la presenza di un'aquila sulla destra del fulmine. Le monete sono datate intorno al 339 a.C..
Dopo questa ultima emissione la coniazione fu nuovamente sospesa.

### Fase romana
La monetazione riprese per un breve periodo sotto la nuova dominazione romana, intorno al 210 a.C.. Di questo periodo sono note alcune monete:
Trias. Testa radiata di Apollo // ΑΙΤΝΑΙΩΝ guerriero stante, segno di valore •••.
Hexas. Testa di Persefone // ΑΙΤΝΑΙΩΝ Doppia cornucopia.